# Trittstein

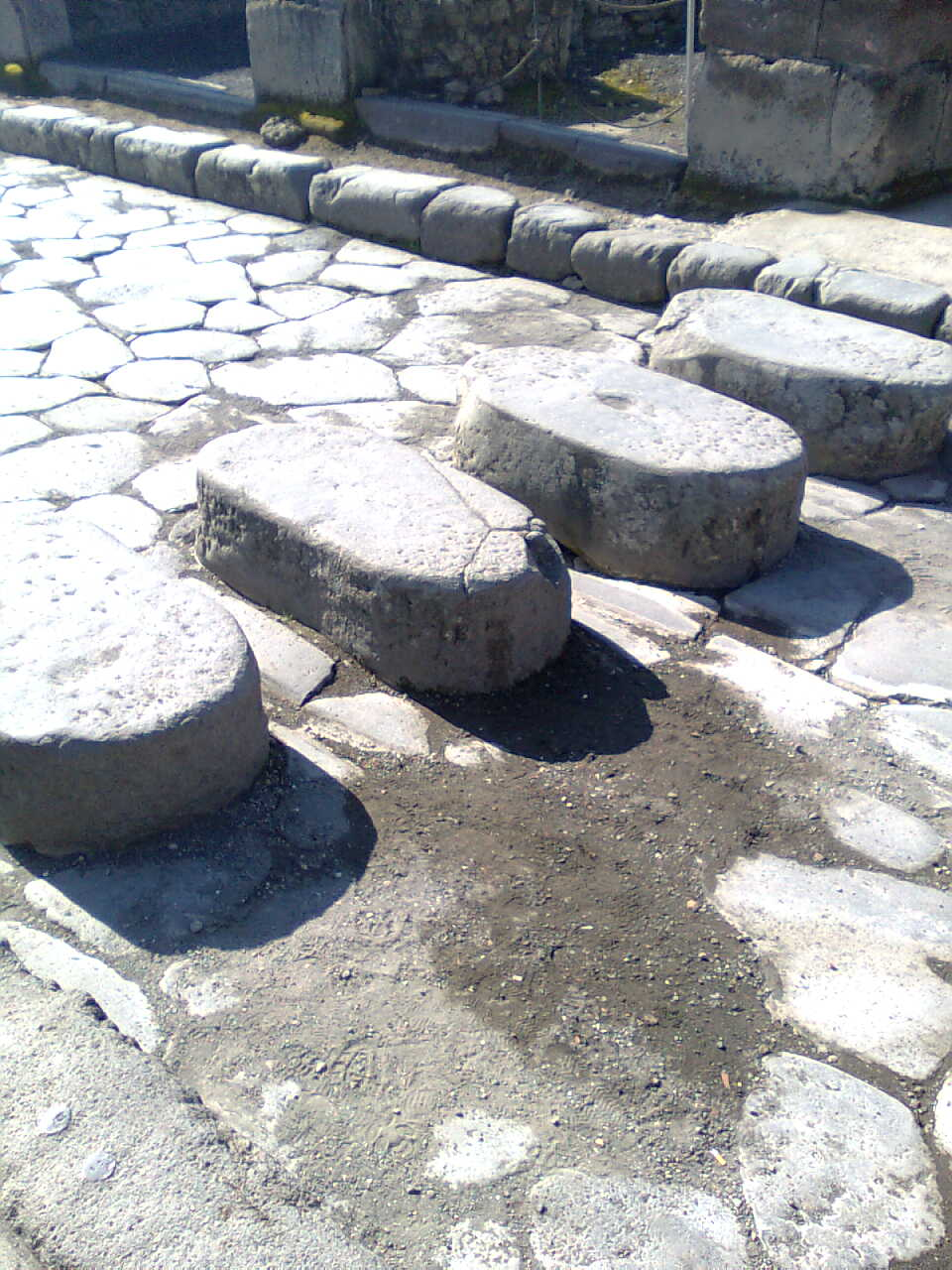
Trittsteine über eine Straße in Pompeji

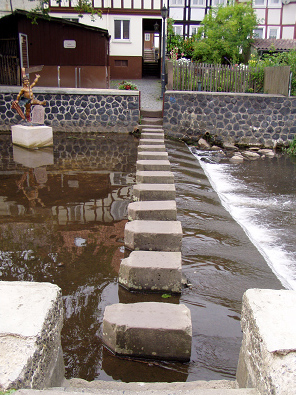
Schrittsteine über die Lauter in Lauterbach

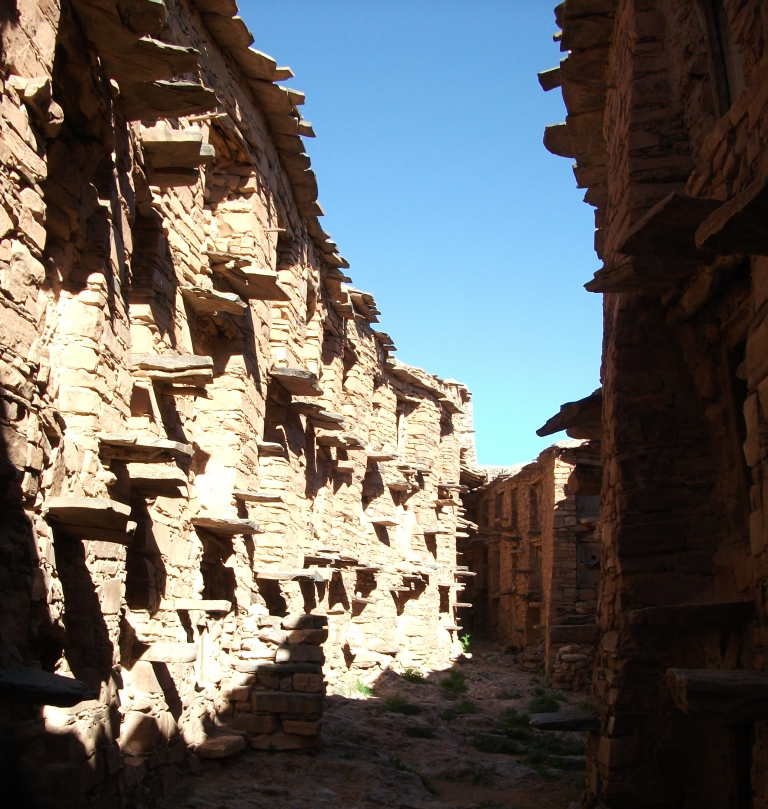
Trittsteine am Agadir von Imhilene, Anti-Atlas, Marokko

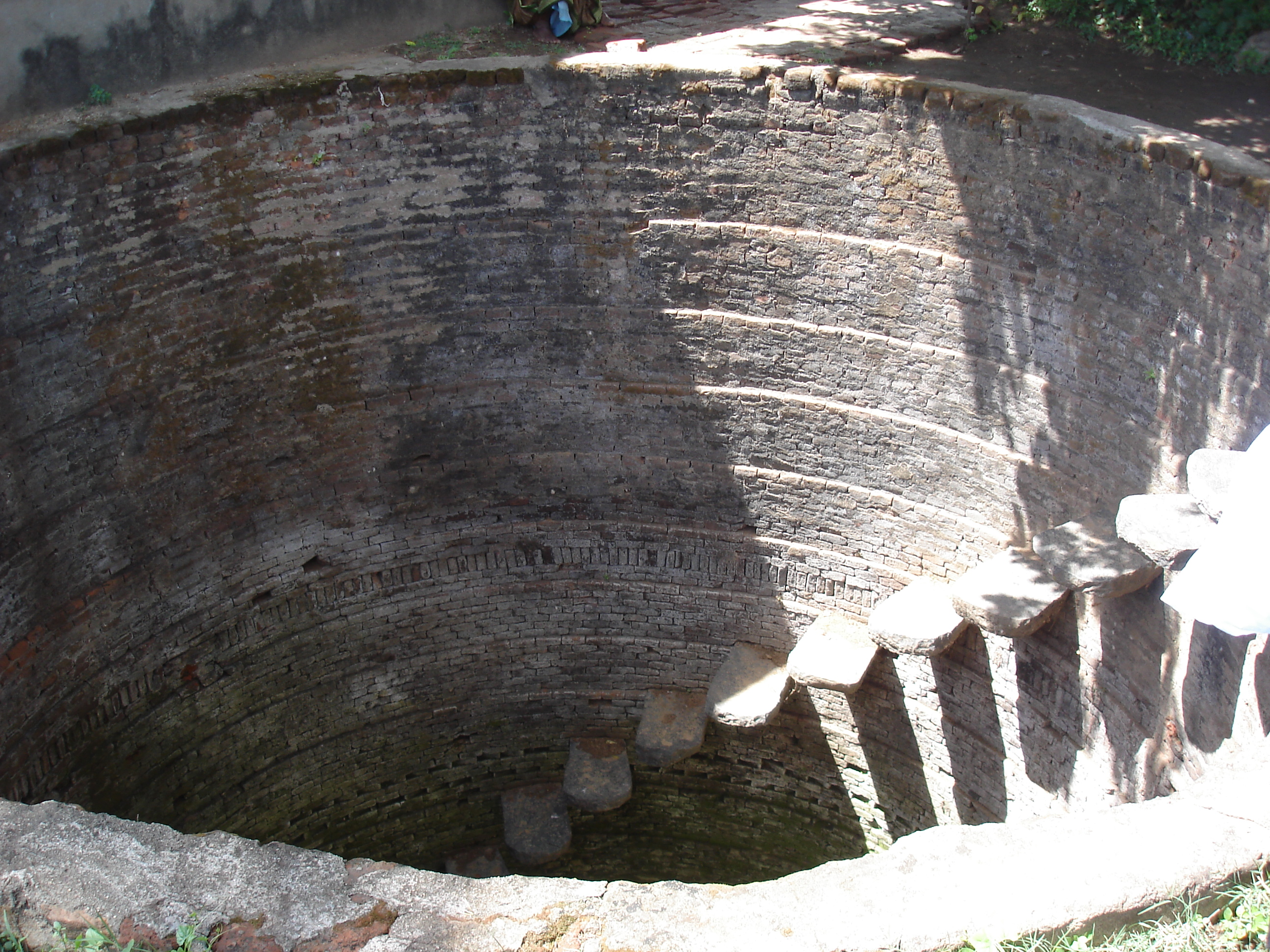
Brunnen in Tamil Nadu, Indien

Trittsteine oder auch Schrittsteine sind zumeist quaderförmig bearbeitete Steine, die das Begehen sumpfigen oder schmutzigen Terrains erleichtern oder – als Brückenersatz – die Überquerung seichter Wasserläufe und Teiche ermöglichen.

## Geschichte
Bereits in Pompeji nutzte man Schrittsteine, um Straßen, die zugleich als Abwasserkanal dienten, zu überqueren. In den Straßen der antiken Stadt waren in regelmäßigen Abständen und an den Kreuzungen große rechteckige Trittsteine mit abgerundeten Ecken in die Pflasterung eingefügt, über die man von einem Trottoir zum andern gelangen konnte; zwischen den Steinblöcken wurden Freiräume für Karren und Wagen gelassen. Dies erwies sich bei schlechtem Wetter als überaus praktisch, wenn Regenwasser auf der Fahrbahn aufgrund des Gefälles zu einem Bach anschwellen konnte.
Noch Goethe beschrieb Schrittsteine, die von Kaufleuten für Kunden angelegt und gepflegt wurden.

## Typen

### Horizontal angeordnete Trittsteine
Um Bäche oder Flüsse mit geringer Strömung zu überschreiten, wurden in Furten flache Steine in Linie, mit schmalen Lücken dazwischen, ins Wasser gelegt. In Lauterbach führen Trittsteine über die Lauter. Sie sind die älteste erhaltene Überquerungsmöglichkeit und wurden um das Jahr 1596 aus Geldmangel anstelle einer Brücke verlegt.
In Deutschland sind nur selten noch Schrittsteine auf Wanderwegen zu finden, ein Beispiel ist die Gronachquerung in der Hohenloher Ebene. Häufiger sind Trittsteine (stepping stones) auf Public Footpaths in England und Wales.

### Vertikal angeordnete Trittsteine

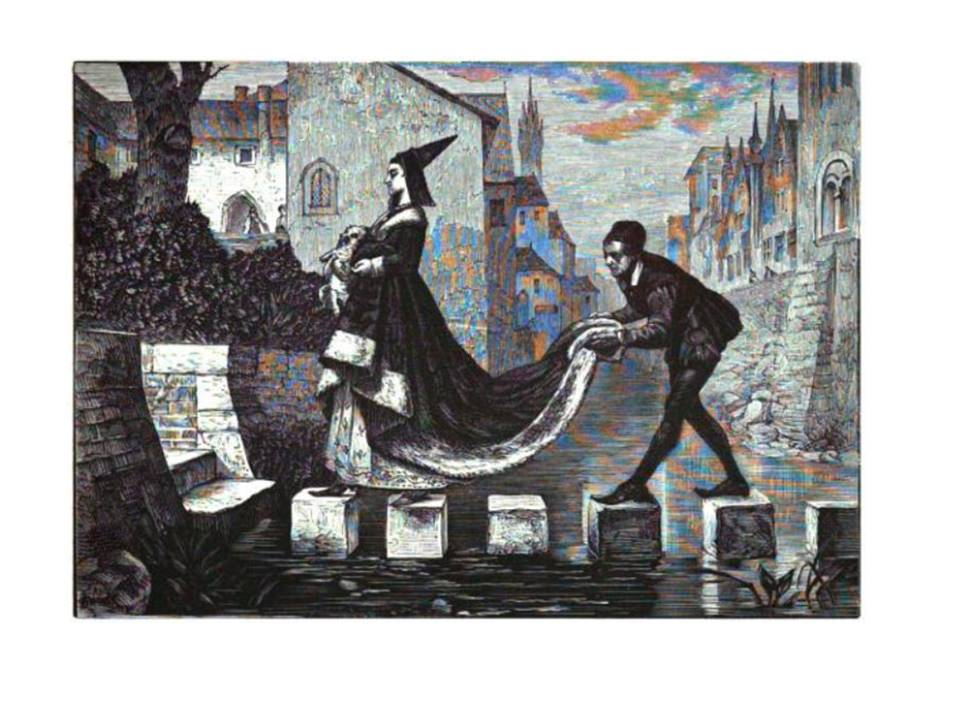
Kupferstich "Schrittsteine" von W.J.Allen, 1874 (Allgemeine Illustrierte Kunstzeitung 1874)

In seltenen Fällen findet man Trittsteine an den Außenwänden von Gebäuden. Hier können sie nischenförmig im Mauerwerk ausgespart sein oder aber daraus vorkragen; in jedem Fall müssen sie seitlich versetzt angeordnet werden. Als Beispiele sind vor allem die Speicherburgen (agadire) in den von Berbern bewohnten Gebieten des Anti-Atlas im Süden Marokkos zu nennen, bei denen durch die versetzte Anordnung auch höhergelegene Speicherkammern erreicht werden konnten.
Auch als Treppensteine in Brunnenschächten können Trittsteine Verwendung finden.

## Trittsteine heute
Aus heutiger Sicht stellen Trittsteine speziell in Gärten eine preiswerte Alternative zu gepflasterten Wegen dar. Dabei lassen sich die Pfade der jeweiligen Bepflanzung anpassen und können darüber hinaus auch noch gestaltend wirken.
Einen festen Platz haben Trittsteine auch in der Gestaltung japanischer Gärten. Dort sollen sie die Gefahr verringern, auf schlüpfrigem Moos auszurutschen und sich Schuhwerk und Kimono zu beschmutzen. Zugleich öffnet der durchs Gelände und über Teiche führende Weg den Blick für die unterschiedlichen Gartenansichten, wobei die gewundene Wegführung außerdem das Gehtempo der Besucher verlangsamt.